# Велики Канто земљотрес
Велики Канто земљотрес (関東大地震 Kantō dai-jishin) је погодио равницу Канто на главном јапанском острву Хоншу у 11:58:44 JST (02:58:44 UTC) у суботу, 1. септембра 1923. године. Раличити извори показују да је трајање земљотреса било између четири и десет минута.

## Земљотрес
Овај земљотрес опустошио је Токио, лучки град Јокохаму и околне префектуре Чиба, Канагава и Шизуока и проузроковао широку штету широм регије Канто. Снага овог земљотреса била је тако велика да је у граду Камакура, који је удаљен преко 60 км од епицентра, померила статуу Великог Буде, која је тешка око 121 тону, скоро 60 центиметара.

### Штета и губици
Будући да је потрес погодио за време ручка, када су многи људи кували јела преко ватре, многи су умрли као посљедица великих пожара који су избили. Пожари су почели одмах након земљотреса. Највећи губитак живота проузроковао је ватрени торнадо који је захватио Рикугун Хонџо Хифукушо (раније Војно одевно складиште) у центру Токија, где је око 38.000 људи изгорело након склањања тамо за време земљотреса. Земљотрес је разбио водоводне канале по цијелом граду, а гашење пожара је трајало скоро два пуна дана до касно ујутро 3. септембра.

## Последице
Након разарања земљотреса, у влади разматрали су могућност премештања главног града на друго место.
Јапански коментатори тумачили су ову катастрофу као чин божанске казне како би опоменули јапански народ за његов егоцентрични, неморални и екстравагантни начин живота. Дугорочно, одговор на катастрофу био је снажан осећај да је Јапану дата неуспоредива прилика за обнову града и обнову јапанских вредности. Реконструирајући град, нацију и јапански народ, земљотрес је подстакао културу катастрофе и обнове која је појачала разговоре о моралној изрођености и националној обнови у међуратном Јапану. 
Након земљотреса, Гото Шинпеи је организовао план обнове Токија са модерним мрежама путева, возова и јавних служби. Паркови су постављени у целом Токију као уточишта, а јавне зграде су изграђене по строжим стандардима од приватних зграда за смештај избеглица. Избијање Другог светског рата и касније уништење озбиљно су ограничили ресурсе.
Помоћ Јапану је слана и из Краљевине СХС. Црвени крст је одмах послао 5.000 швајцарских франака а затим се обратио и народу за сакупљање прилога - 7. октобар је одређен за "јапански дан". Ово се сматрало враћањем дуга, јер је јапански Црвени крст издашно помагао Србији током претходног рата. Одзив је био слаб.